# Leopold Maximilian von Firmian

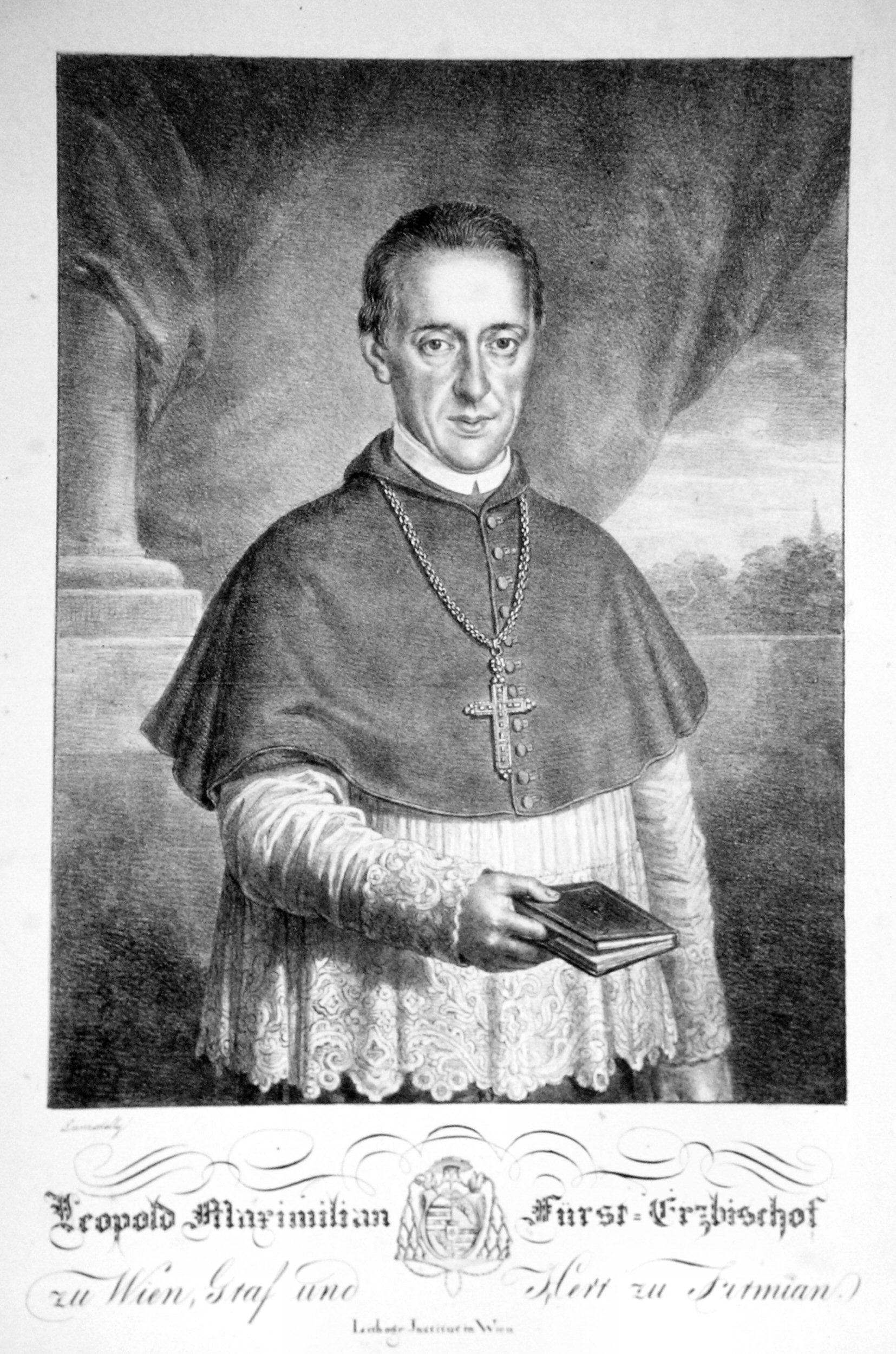
Fürsterzbischof Leopold Maximilian von Firmian (Lithographie von Josef Lanzedelli d. Ä. um 1830)

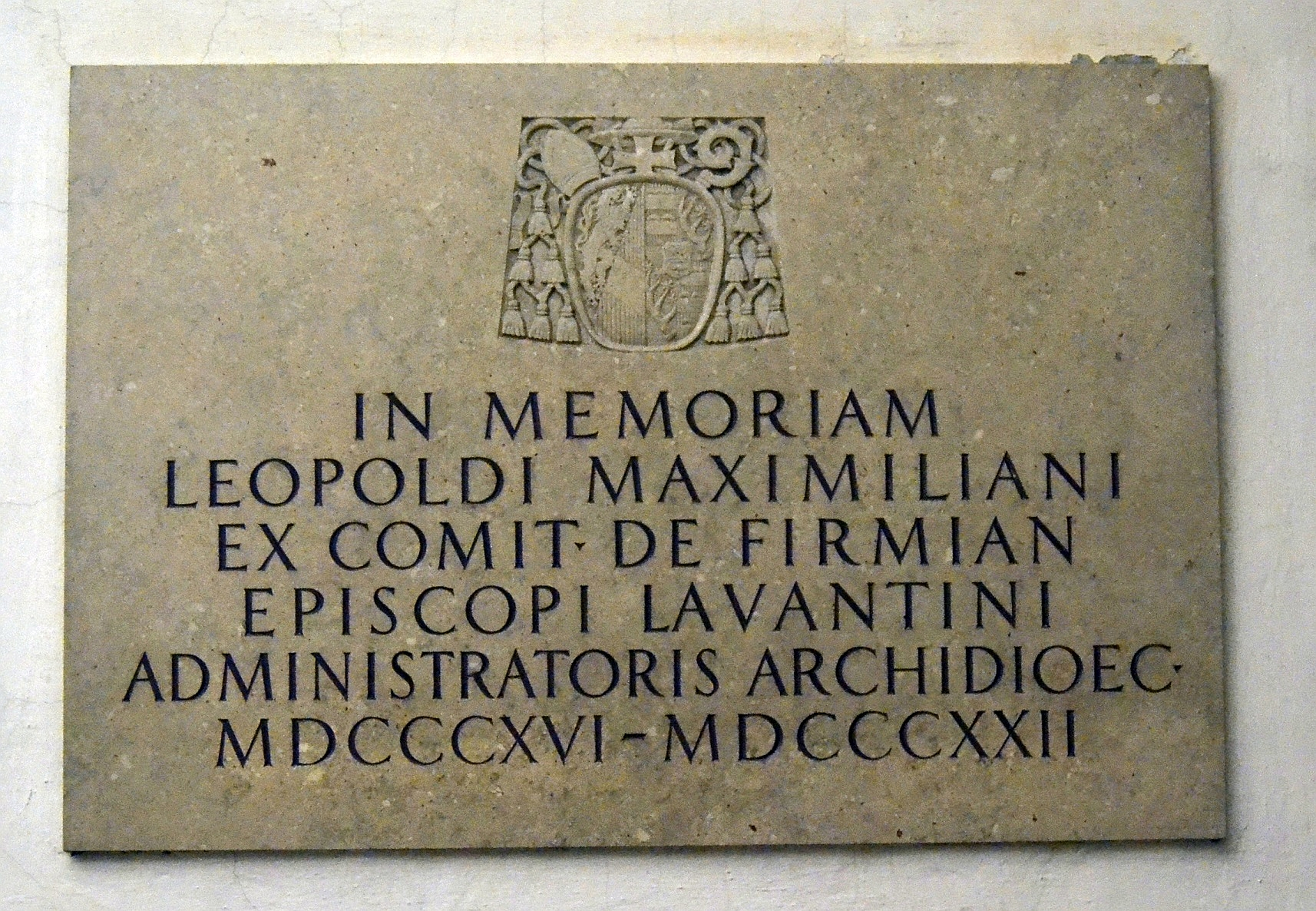
Gedenktafel im Salzburger Dom

Leopold Maximilian Graf von Firmian (auch Leopold Max Graf von Firmian; * 10. Oktober 1766 in Trient (heute Italien); † 12. November 1831 in Wien) war seit 1797 Weihbischof in Passau und Titularbischof von Tiberias, von 1800 bis 1816 Bischof der Diözese Lavant, wurde 1816 zum Erzbischof von Salzburg ernannt, jedoch 1818 nur als Administrator der Erzdiözese Salzburg bestätigt. Von 1822 bis 1831 war er Fürsterzbischof der Erzdiözese Wien.

## Leben
Aus dem Tiroler Adelsgeschlecht der Firmian stammend, war er 1780 Domherr von Salzburg und Passau. Am 23. September 1792 empfing er in Salzburg die Priesterweihe.
Schon fünf Jahre später, am 24. Juli 1797, wurde er zum Weihbischof in Passau und zum Titularbischof von Tiberias ernannt. Die Bischofsweihe spendete ihm am 5. November 1797 der Bischof von Passau, Leopold Leonhard von Thun.
1800 wurde er zum Bischof der Diözese Lavant und 1816 zum Erzbischof von Salzburg ernannt. Wegen der unklaren politischen Verhältnisse wurde er 1818 nur als Administrator von Salzburg bestätigt. Am 18. Januar 1822 ernannte ihn Kaiser Franz I. zum Fürsterzbischof der Erzdiözese Wien, die päpstliche Bestätigung erfolgte am 19. April desselben Jahres.
Er wird als prunkliebender Kirchenfürst geschildert, der den Willen des Kaisers in seiner Diözese erfüllte und die Eingriffe des Spätjosephinismus im Kirchenleben zuließ. Er bemühte sich um den Kirchengesang und ließ 1824 ein Verzeichnis aller Lieder erstellen, die in den Pfarren gesungen wurden. In seine Amtszeit fiel auch die Gründung der Leopoldinenstiftung für das Kaiserreich Österreich zur Unterstützung der amerikanischen Missionen am 13. Mai 1829.
1894 wurde die Firmiangasse in Wien-Hietzing nach ihm benannt.